# Дальше (альбом группы «Полюса»)
«Дальше» — третий студийный альбом российской группы «Полюса», выпущенный в июне 2010 года музыкальным лейблом Choza Records. Запись сделана на студиях «Добролёт», «Мелодия», Acoustic line.
Презентация альбома прошла 4 июня 2010 года в родном для музыкантов Санкт-Петербурге в клубе «Танцы» и 5 июня в московском клубе «Gogol».

## Список композиций
Слова и музыка всех песен — Илья Разин.
| №   | Название                | Длительность |
| --- | ----------------------- | ------------ |
| 1.  | «Когда кончится всё»    | 4:44         |
| 2.  | «Сходится»              | 3:32         |
| 3.  | «Светает»               | 4:55         |
| 4.  | «Пуля»                  | 4:34         |
| 5.  | «Там где я»             | 4:36         |
| 6.  | «Опознавательные знаки» | 4:19         |
| 7.  | «Гетеродин»             | 3:20         |
| 8.  | «Возьми мою руку»       | 4:07         |
| 9.  | «На батареях солнечных» | 3:38         |
| 10. | «Дикие расстояния»      | 4:55         |
| 11. | «Уметь ждать»           | 4:24         |

## Участники записи
- Илья Разин — тексты, музыка, вокал, гитара
- Павел Вовк — бас-гитара
- Игорь Беленко — барабаны
- Влад Жуков — бэк-вокал, клавишные (4, 6, 9, 10, 11), программирование (4, 6, 9, 11), сведение (4, 6, 9, 11), саунд-продакшн
- Николай Бичан — клавишные (1, 2, 3, 4, 5, 7, 8, 10), шумы (7), синтезаторы (1, 2, 3, 4, 5, 7, 8, 10), гитара (4, 10)
- Настя Nine — бэк-вокал (6)
- Андрей Алякринский — сведение (1, 2, 3, 5, 7, 8, 10), kaoss pad
- Борис Истомин — мастеринг

## Рецензии
"Полюса" вроде бы делают все, что положено делать в русском роке. Они романтично тоскуют под простые жирные гитары, по-екатеринбургски не жалеют синтезаторных подкладов, поминают ангелов и волю, избегают лишней зауми и вообще поют по-русски, что для хороших музыкантов в России сейчас — редкость. "Полюса" — немного в стороне. Для того чтобы стать совсем своими, возможно, им нужно все-таки чуть-чуть истерить, чуть-чуть срываться на хрип и крик. Они этого не умеют и не хотят.
 — пишет Борис Барабанов в журнале Ъ-Weekend
Дмитрий Прочухан из newsmuz.com охарактеризовал альбом как зрелый и профессиональный, в котором «идеальная лирика Ильи Разина по глубине не уступает признанным шедеврам русского рока», отметив, правда, недостаток разнообразия.
Татьяна Ежова, в рецензии для сайта «Наш Неформат» охарактеризовала этот альбом как «песни для девочек», предположив что его целевая аудитория прежде всего — старшеклассницы, а для взрослых слушателей он слишком скучен и предсказуем.

## Награды
По версии музыкального журналиста Бориса Барабанова, альбом «Дальше» получил первое место среди вышедших альбомов 2010 года.